# Okotoks
Pour l’article homonyme, voir Okotoks (cratère martien).
Okotoks est une ville (town) de l'Alberta (Canada) qui est située au sud de Calgary.

## Démographie
| 2001   | 2006   | 2011   | 2016   |
| ------ | ------ | ------ | ------ |
| 11 689 | 17 145 | 24 511 | 28 881 |

## Toponymie

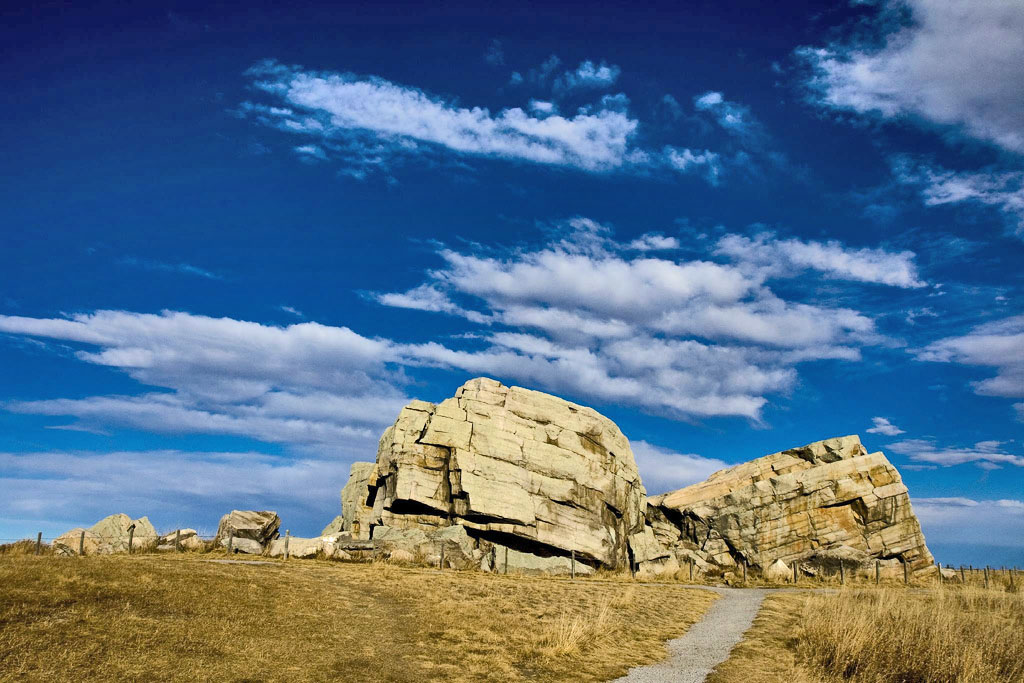
Big Rock, à quelques kilomètres de la ville.

Le nom Okotoks (traduit « rocailleux ») vient d'un mot pied-noir qui désigne un gué de la rivière Sheep, qui traverse la ville. Okotoks a été connue sous le nom de Dewdney entre 1892 et 1897, en l'honneur d'Edgar Dewdney, lieutenant-gouverneur de la province de Colombie-Britannique et des Territoires du Nord-Ouest.

## Économie
Okotoks bénéficie de l'arrivée du chemin de fer Canadien Pacifique en 1891 pour son développement. Dans les années 1910, la découverte et l'exploitation pétrolière à l'ouest du bourg en accélèrent la croissance.